# Tarsila, a Brasileira
Tarsila, a Brasileira é um musical brasileiro com texto e letras de Anna Toledo e José Possi Neto, que retrata a vida da pintora Tarsila do Amaral. Protagonizado e produzido por Claudia Raia, a montagem traz também no elenco o ator Jarbas Homem de Mello. Dirigido por José Possi Neto, com direção musical de Guilherme Terra.
“Tarsila, a Brasileira”, retrata a vida e a trajetória profissional da pintora Tarsila do Amaral (1886-1973), considerada uma das principais artistas modernistas latino-americanas.
A equipe criativa de “Tarsila, a Brasileira”, tiveram músicas de Guilherme Terra e Tony Lucchesi, Coreografia e Direção de Movimento de Alonso Barros, cenários de Renato Theobaldo, figurino de Fabio Namatame e visagismo de Dicko Lorenzo.
A montagem estreou em 25 de janeiro de 2024, aniversário de São Paulo, no Teatro Santander. A última apresentação em São Paulo ocorreu no dia 26 de maio de 2024. De lá, foi transferida para o Rio de Janeiro, ficando no Vivo Rio numa curtíssima temporada de apenas cinco apresentações, no fim de semana transcorrido entre 31 de maio e 02 de junho. 

## Enredo

### Sinopse
A história começa com a chegada de Tarsila a São Paulo, em 1922, vinda da Escola de Artes de Paris, e seu encontro com os modernistas, que daria origem ao famoso Grupo dos Cinco (Tarsila, Anita Malfatti, Oswald de Andrade, Mário de Andrade e Menotti del Picchia) e seria o início de um tórrido romance entre ela e Oswald. A ação então passa pela efervescência e excessos dos modernistas, a vida entre São Paulo e Paris, o atribulado e concorrido atelier de Tarsila em Paris, frequentado pela nata artística da época (Pablo Picasso, Igor Stravinsky, Eric Satie, Jean Cocteau, entre outros), o “redescobrimento do Brasil” e as revoluções estéticas que culminaram no movimento Antropofágico e na criação do Abaporu, ponto máximo da colaboração artística entre Tarsila e Oswald. A segunda parte da história começa justamente com a Crise de 1929, quando Tarsila perde toda a sua fortuna e descobre a traição de Oswald com Pagu, jovem protegida do casal. Separada de Oswald e destituída de suas fazendas, Tarsila viaja para Moscou e dá início a sua fase de pinturas “sociais”, retratando os trabalhadores brasileiros. Tarsila é presa pela polícia de Getúlio Vargas, suspeita por atividades “revolucionárias” pelo simples fato de ter ido à Rússia. Acolhida e amparada pelos amigos, Tarsila então conhece seu último amor, o jornalista carioca Luis Martins, 24 anos mais jovem do que ela, com quem viveria por dezoito anos.
Após a morte da sua filha e sua neta, da separação de Luís, e da morte de Mário, Anita e Oswald, Tarsila reflete sobre suas perdas e encontra consolo na espiritualidade – mais especificamente, na doutrina espírita de Chico Xavier. Numa epifania, Tarsila revela sua visão e renova sua convicção na Arte como possibilidade de transcendência e de encontro com as pessoas que amou e as pessoas que compartilharam do mesmo sonho, que se funde com a Retrospectiva da Semana de Arte Moderna, cem anos depois, numa grande consagração da Cultura brasileira.

## Números musicais

### Ato I
1. Prólogo
2. Abertura: Vinte e Dois • (Oswald, Anita, Mario e Menotti e Ensemble)
3. A Semana de Arte • (Oswald, Anita, Mario e Menotti e Ensemble)
4. Souvenir de Capivari • (Tarsila, Oswald, Anita, Mario e Menotti)
5. Um Mundo Sem Moldura • (Tarsila)
6. Vem Dar um Rolê • (Modernistas e Ensemble)
7. Vem Dar Um Rolê (reprise) • (Oswald e Tarsila)
8. Tarsilwaldo • (Ensemble)
9. Souvenir de Capivari (reprise) • (Tarsila)
10. Rebu no Atelier • (Oswald, Dona Olívia, Picasso, Cocteau, Blaise Cendrars, Stravinsky, Príncipe Kojo Tuvalu)
11. Ó Que Trem Bom • (Tarsila, Oswald, Anita, Mario, Dona Olívia e Ensemble)
12. Capoeira do Mario • (Mario de Andrade e Ensemble)
13. O Casamento • (Tarsila, Oswald, Anita, Mario, Dona Olívia e Ensemble)
14. A Criação do Quadro • (Tarsila e Ensemble)
15. ABAPORU • (Companhia)

### Ato II
1. Semana de Arte / Abaporu (reprise) • (Ensemble e Pagu)
2. O Angu da Pagu • (Anita, Dona Olívia, Pagu e Ensemble)
3. Eu Como Mesmo • (Oswald)
4. Um Mundo Sem Moldura (reprise) • (Tarsila e Ensemble)
5. A Rainha de Sabá • (Tarsila e Prisioneiras)
6. Aí Vai Meu Coração • (Tarsila e Luis)
7. Quando Eu Morrer • (Oswald, Mario e Anita)
8. Finale • (Companhia)

## Elenco Original

### Elenco principal
| Personagens                        | Atores                |
| ---------------------------------- | --------------------- |
| Tarsila do Amaral                  | Claudia Raia          |
| Oswald de Andrade                  | Jarbas Homem de Mello |
| Anita Malfatti                     | Keila Bueno           |
| Mário de Andrade                   | Dennis Pinheiro       |
| Menotti del Picchia                | Ivan Parente          |
| Dulce / Pagu                       | Carol Costa           |
| Dona Olívia Guedes Penteado        | Liane Maia            |
| Luís Martins / Blaise Cendras      | Reiner Tenente        |
| Ígor Stravinsky / Maestro condutor | Guilherme Terra       |

### Ensemble(Coro)
Completam o elenco de 23 atores cantores: Estela Ribeiro (ensemble/ Tarsila do Amaral alternante), André Luiz Odin (ensemble), John Seabra (ensemble/ Mário de Andrade cover), Fernanda Godoy (ensemble/ swing), Fernanda Salla (ensemble), Marcos Lanza (ensemble), Marilice Cosenza (ensemble/ Anita Malfatti cover), Matheus Paiva (ensemble), Mirella Guida (ensemble), Carol Botelho (ensemble / Dulce/Pagu cover), Rafael Leal (ensemble), Renato Bellini (ensemble), Vanessa Costa (ensemble / Dona Olívia Guedes Penteado cover), Guilherme Pereira (ensemble / dance captain).

## Equipe Criativa
- Texto e Letras de Anna Toledo e José Possi Neto
- Músicas: Guilherme Terra e Tony Lucchesi
- Encenação e Direção de Arte: José Possi Neto
- Coreografia e Direção de Movimento: Alonso Barros
- Direção Musical: Guilherme Terra
- Cenário: Renato Theobaldo
- Figurino: Fábio Namatame
- Visagismo: Dicko Lorenzo

- Produção: Rega Início Produções Artísticas
- Idealização: Raia Produções
- Realização: Oito Graus Produções

## Idealização
A sobrinha-neta da pintora Tarsila do Amaral, Tarsilinha, procurou a atriz Claudia Raia com o pedido que ela desse vida à pintora modernista em um musical. A descendente da artista afirmou acreditar que a atriz possuía a mesma força da tia-avó.
Apesar de chegar ao público em janeiro de 2024, a produção do musical foi iniciada três anos antes. Segundo Claudia Raia: “A ideia inicial era estrear o espetáculo [em 2022], comemorando o centenário da Semana de Arte Moderna, que aconteceu em 1922. Mas várias coisas aconteceram, inclusive a minha gravidez, e adiamos a estreia. [...] começamos os ensaios [em 2023] e [apresentamos] esta história emocionante para o público [em] 25 de janeiro de 2024, no Teatro Santander”. A data de estreia fez homenagem ao aniversário da cidade de São Paulo.